# 美味礼讃
美味礼讃（びみらいさん）は、フランスの政治家で、美食家でもあったジャン・アンテルム・ブリア=サヴァランの1825年の著作Physiologie du Goût（原題訳：味覚の生理学）の邦題。

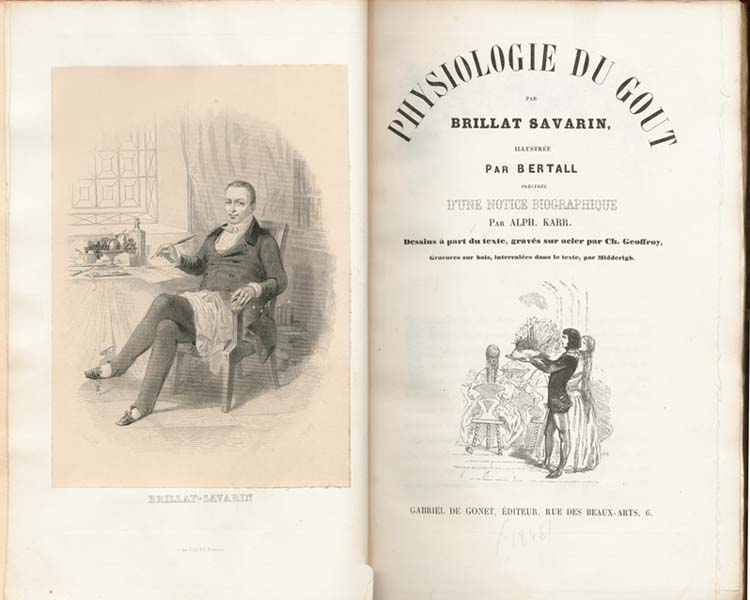

このタイトル以来、美食学や食道楽に関する著作物の題名として一般的に用いられるようになった言葉である。
原題は「Physiologie du Goût, ou Méditations de Gastronomie Transcendante; ouvrage théorique, historique et à l'ordre du jour, dédié aux Gastronomes parisiens, par un Professeur, membre de plusieurs sociétés littéraires et savantes（味覚の生理学、或いは、超越的美食学をめぐる瞑想録；文科学の会員である一教授によりパリの食通たちに捧げられる理論的、歴史的、時事的著述）」。
美食の案内というより、むしろ食事にまつわる事柄について哲学的考察を進めてゆく随筆集である。

## 日本語訳
- 『美味礼賛』 関根秀雄訳、創元社、1953年
  - 『美味礼讃』 関根秀雄訳、白水社、1963年、新装復刊1996年、2003年
- 『美味礼讃』 関根秀雄・戸部松実訳。各 上・下、岩波文庫、1967年、ワイド版2005年。岩波クラシックス、1983年
- 『美味礼讃』 玉村豊男編訳・解説、新潮社、2017年4月／中公文庫 上・下、2021年1月

## 関連する文学作品
- 辻静雄『ブリア-サヴァラン「美味礼讃」を読む』（岩波書店〈岩波セミナーブックス〉、1989年）
  - 新版『ブリヤ＝サヴァラン「美味礼讃」を読む』（講談社学術文庫、2022年）- 辻自らによる訳での講義録
- 海老沢泰久『美味礼讃 辻静雄の半生』（文藝春秋、1992年、文春文庫、1994年、解説向井敏）

著者の代表作。タイトルは本作に由来。辻静雄は、辻調グループ校の前身である辻調理師学校の創始者。大阪読売新聞の記者だった辻が、義父の経営する料理学校を手伝ううちに料理の素晴らしさ、奥深さに目覚め、やがて辻調理師学校を創立、自らも美食家（ガストロノーム）となるまでを描く伝記小説。文庫版は電子書籍で再刊
- ロラン・バルト『<味覚の生理学>を読む 付・ブリヤ=サヴァラン抄』

（松島征訳、みすず書房、1985年）、抜粋訳を収録
- 『美食随想 ブリヤ=サヴァランに捧ぐ』大木吉甫 訳（柴田書店、1973年）

レオン・ドーデほか、19世紀の作家らによるオマージュ。